# Voyage à Tokyo
Pour plus de détails, voir Fiche technique et Distribution.
Voyage à Tokyo (東京物語, Tōkyō monogatari, litt. : « Contes de Tokyo ») est un film japonais réalisé par Yasujirō Ozu, sorti en 1953. Il raconte l'histoire d'un couple de retraités, qui viennent à Tōkyō rendre visite à leurs enfants, mais qui découvrent que ceux-ci sont trop absorbés dans leur quotidien pour leur consacrer beaucoup d'attention. Ozu utilise cette histoire pour décrire le début de la désintégration du système familial japonais. Ce film figure sur plusieurs palmarès des plus grands films de l'histoire du cinéma et a permis de faire connaître Ozu en occident.

## Synopsis

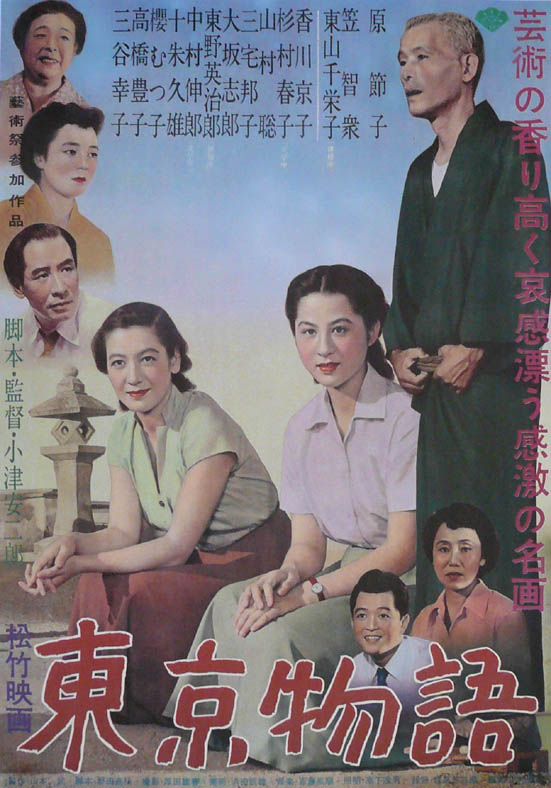

Un couple de retraités, Shukichi Hirayama (Chishū Ryū) et sa femme Tomi (Chieko Higashiyama), qui habitent dans la petite ville côtière d'Onomichi, au sud-ouest du Japon, entreprennent un voyage pour rendre visite à leurs enfants. Seule leur plus jeune fille vit avec eux : Kyoko (Kyōko Kagawa), une maîtresse d'école, n'est pas encore mariée. Les autres enfants vivent à Osaka ou à Tokyo.
Ils sont d'abord bien accueillis à Tokyo, mais leur présence devient une gêne dans la vie quotidienne de leurs enfants. Leur fils aîné, Koichi (So Yamamura) est un pédiatre, marié avec Fumiko (Kuniko Miyake) ; ils ont deux jeunes garçons. Leur fille aînée, Shige (Haruko Sugimura) tient un salon de coiffure et est mariée à Kurazo. Ils imaginaient leurs enfants avec un statut social plus important. Les enfants aimeraient bien passer plus de temps avec eux, mais ils ont leur travail et leurs propres enfants, et ils les négligent peu à peu. Seule Noriko (Setsuko Hara), leur belle-fille, veuve de leur fils Shoji mort à la guerre, fait de vrais efforts pour leur consacrer du temps, et les emmène ainsi faire une visite guidée en bus autour de Tokyo.
Koichi et Shige leur offrent un séjour dans la ville balnéaire d'Atami, agréable par moments, mais le bruit occasionné la nuit par les autres clients de l'hôtel les pousse à revenir plus tôt que prévu. Les enfants ne sont pas prêts à les accueillir : Shukichi ira chez un ami, tandis que Tomi dormira chez Noriko. Le soir, Shukichi sort boire avec son ami, et la police le ramène ivre chez Shige. Tomi invite Noriko à se remarier, car Shoji est mort depuis plus de huit ans. Le lendemain, les parents décident de rentrer.
Ils s'arrêtent à Osaka voir leur fils cadet Keizo (Shirō Ōsaka), mais pendant le long trajet en train Tomi tombe malade. Lors de leur halte à Osaka, ils parlent de leur vie, avec un mélange d'amertume et de résignation. L'état de Tomi empire brusquement quand ils arrivent à Onomichi. Koichi, Shige et Noriko se hâtent de les rejoindre, et Tomi meurt peu après leur arrivée. Seules Kyoko et Noriko éprouvent une véritable tristesse. Keizo n'arrive que plus tard.
Après la cérémonie funèbre, Koichi, Shige et Keizo décident de partir immédiatement, car leur travail les attend. Seule Noriko reste sur place pour tenir compagnie à Shukichi. Après leur départ, Kyoko déclare à Noriko que son frère et sa sœur sont égoïstes et sans-cœur, tandis que Noriko explique que chacun a sa propre vie à gérer, et que les séparations entre parents et enfants sont inévitables, même pour elle. Après que Kyoko est partie pour l'école, Noriko annonce à Shukichi qu'elle doit rentrer à son tour. Shukichi observe que c'est elle, leur belle-fille qui n'a aucun lien de sang avec eux, qui les a le mieux reçus pendant leur visite à Tokyo. Il lui offre la montre de Tomi en souvenir, et l'invite à son tour à se remarier. Noriko rentre, laissant Kyoko et Shukichi.
Source : Scénario publié aux Publications orientalistes de France en décembre 1986 (traduction du japonais par Michel et Estrellita Wasserman).

## Importance dans l'histoire du cinéma
Le magazine Sight and Sound publie tous les dix ans un sondage des meilleurs films mondiaux, selon les réalisateurs et les critiques, et Voyage à Tokyo y figure régulièrement comme un des dix plus grands films de l'histoire du cinéma (3e en 1992, 5e en 2002, 3e en 2012, 4e en 2022). John Walker, le directeur de publication de la série Halliwell's Film Guides, met Voyage à Tokyo en première place dans sa liste des mille meilleurs films de tous les temps. Voyage à Tokyo figure également dans la liste The Century of Films du critique Derek Malcolm (en), comportant les films les plus importants artistiquement ou culturellement. Time Magazine l'inclut dans sa liste des 100 meilleurs films de tous les temps (All-Time 100 Movies). Le critique Roger Ebert a lui aussi inclus Voyage à Tokyo dans sa liste de grands films, et Paul Schrader l'a classé dans sa section « médaille d'or » de son Canon du cinéma (Film Canon).
C'est le film qui fit découvrir Ozu en France, à sa sortie en 1978. Auparavant, Ozu était quasi inconnu en Europe, sauf de quelques critiques anglo-saxons qui vivaient au Japon, comme Donald Richie.

## Fiche technique
- Titre français : Voyage à Tokyo
- Titre original : 東京物語 (Tōkyō monogatari?)
- Réalisation : Yasujirō Ozu

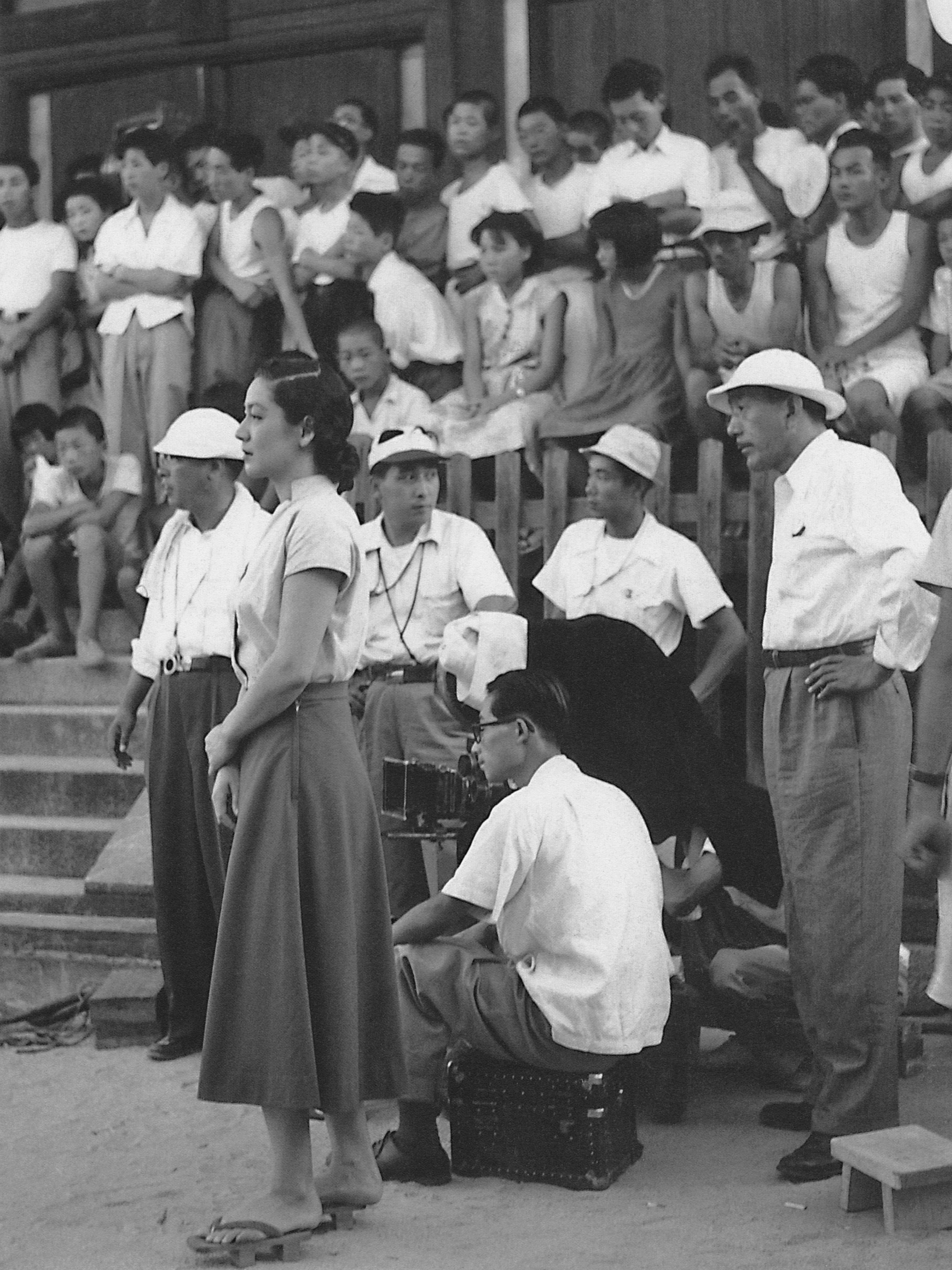
Photo du tournage avec Setsuko Hara et Yasujirō Ozu.

- Premier assistant réalisateur : Shōhei Imamura
- Scénario : Kōgo Noda et Yasujirō Ozu
- Photographie : Yūharu Atsuta
- Montage : Yoshiyasu Hamamura
- Décors : Tatsuo Hamada et Itsuo Takahashi
- Costumes : Taizō Saitō
- Son : Seo Yoshizaburo
- Musique : Kojun Saitō
- Production : Takeshi Yamamoto
- Société de production : Shōchiku
- Pays d'origine :  Japon
- Langue d'origine : japonais
- Format : noir et blanc - 1,37:1 - son mono - 35 mm
- Genre : drame
- Durée : 136 minutes[6]
- Dates de sortie :
  - Japon : 3 novembre 1953[6]
  - France : 8 février 1978[7]

## Distribution

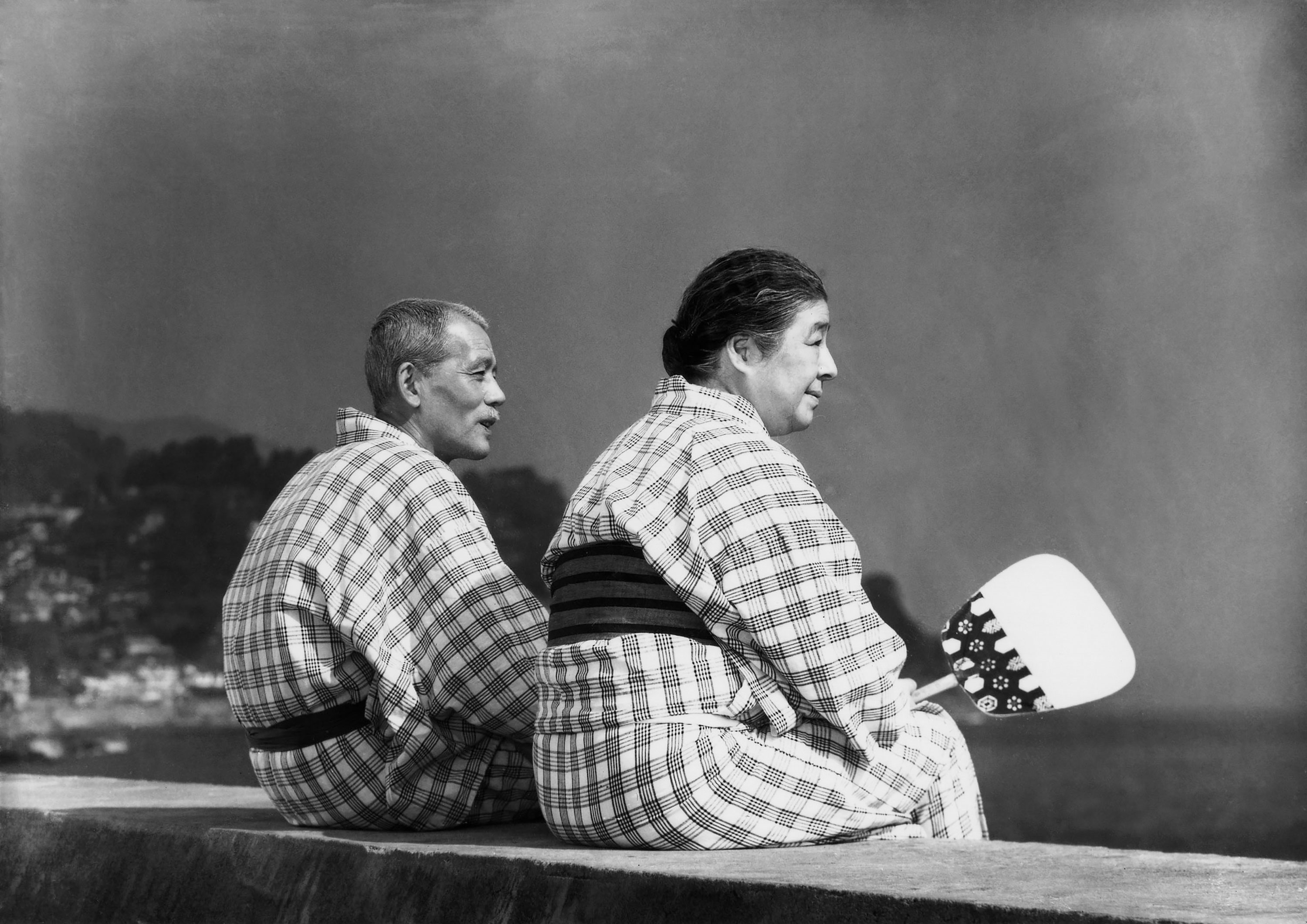
Scène du film avec Chishū Ryū et Chieko Higashiyama.

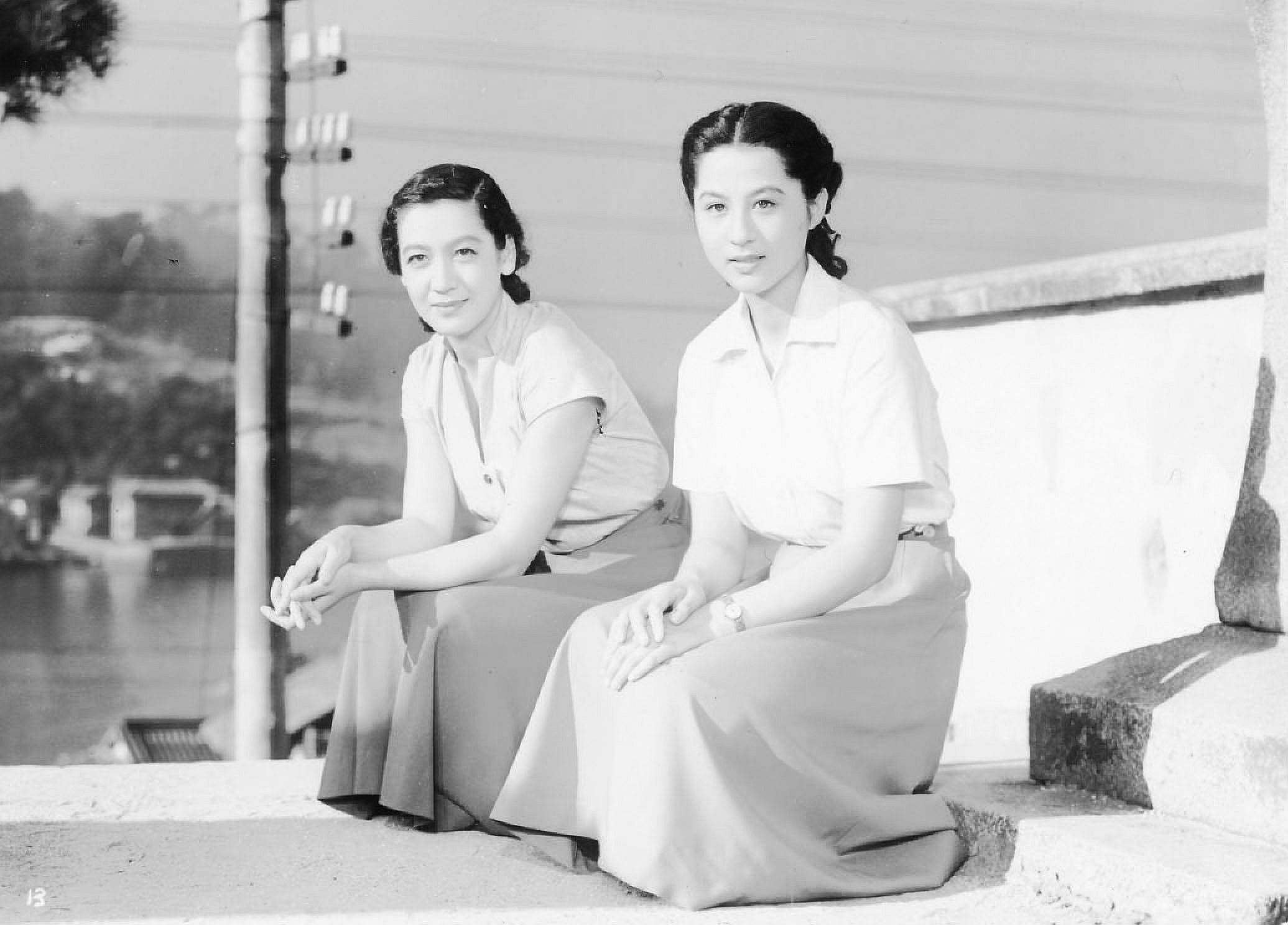
Scène du film avec Setsuko Hara et Kyōko Kagawa.

- Chishū Ryū : Shukishi Hirayama, le père
- Chieko Higashiyama : Tomi Hirayama, la mère
- Setsuko Hara : Noriko, la belle-fille
- Haruko Sugimura : Shige Kaneko, la fille aînée
- Sō Yamamura : Koichi Hirayama, le fils
- Kuniko Miyake : Fumiko, l'épouse de Koichi
- Kyōko Kagawa : Kyoko, la fille cadette
- Eijirō Tōno : Sanpei Numata
- Nobuo Nakamura : Kurazo Kaneko, le mari de Shige
- Shirō Ōsaka : Keiso Hirayama, le fils cadet
- Zen Murase : Minoru, un fils de Koichi

### Vidéographie
- Forum des images : Voyage à Tokyo de Yasujiro Ozu analysé par Charles Tesson, le 10 décembre 2010. Vidéo.